# Río y Embalse del Ebro
Río y Embalse del Ebro este o arie protejată (arie specială de conservare — SAC, sit de importanță comunitară — SCI) din Spania întinsă pe o suprafață de 7.680,72 ha, integral pe uscat.

## Localizare
Centrul sitului Río y Embalse del Ebro este situat la coordonatele 42°56′50″N 4°01′32″W / 42.9473°N 4.0256°V.

## Înființare
Situl Río y Embalse del Ebro a fost declarat sit de importanță comunitară în decembrie 1997 pentru a proteja 11 specii de animale. Situl a fost protejat și ca arie specială de conservare în decembrie 2015.

## Biodiversitate
Situată în ecoregiunea atlantică, aria protejată conține 13 habitate naturale: Păduri iberice de Quercus faginea și Quercus canariensis, Cursuri de apă de la nivel de câmpie la nivel montan, cu vegetație Ranunculion fluitantis și Callitricho-Batrachion, Păduri aluvionare cu Alnus glutinosa și Fraxinus excelsior (Alno-Padion, Alnion incanae, Salicion albae), Păduri de stejar sau de stejar și carpen sub-atlantice și medio-europene de Carpinion betuli, Galerii de Salix alba și de Populus alba, Păduri de stejar galițio-portugheze cu Quercus robur și Quercus pyrenaica, Fânețe de joasă altitudine (Alopecurus pratensis, Sanguisorba officinalis), Păduri de fag acidofile atlantice, cu subarboret de Ilex și, uneori, de asemenea, Taxus, la nivelul arbuștilor (Quercion robori-petraeae sau Ilici-Fagenion), Lande oro-mediteraneene cu formațiuni endemice de grozamă, Pajiști uscate europene, Matorral arborescenți cu Juniperus spp., Pajiști cu Molinia pe soluri calcaroase, turboase sau argilos-nămoloase (Molinion caeruleae), Păduri de fag din Europa Centrală dezvoltate pe sol calcaros cu Cephalanthero-Fagion.
La baza desemnării sitului se află mai multe specii protejate:
- mamifere (2): Galemys pyrenaicus, vidră de râu (Lutra lutra)
- nevertebrate (6): Austropotamobius pallipes, Elona quimperiana, fluturele auriu (Euphydryas aurinia), rădașcă (Lucanus cervus), Phengaris nausithous, Rosalia alpina
- pești (3): Achondrostoma arcasii, Cobitis calderoni, Parachondrostoma miegii